# Pierre de Gondi

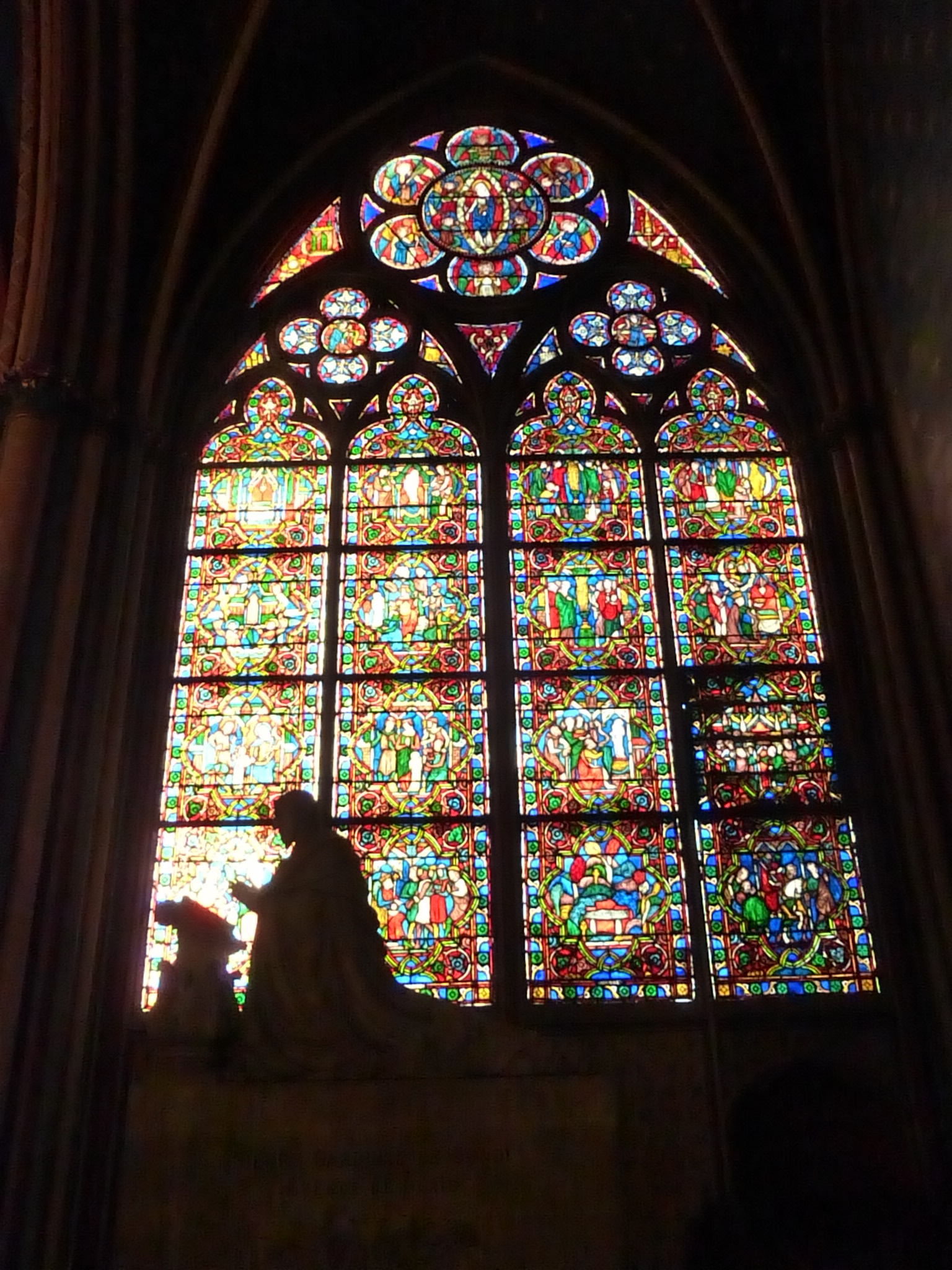
Gondi-kapel in de Notre-Dame van Parijs

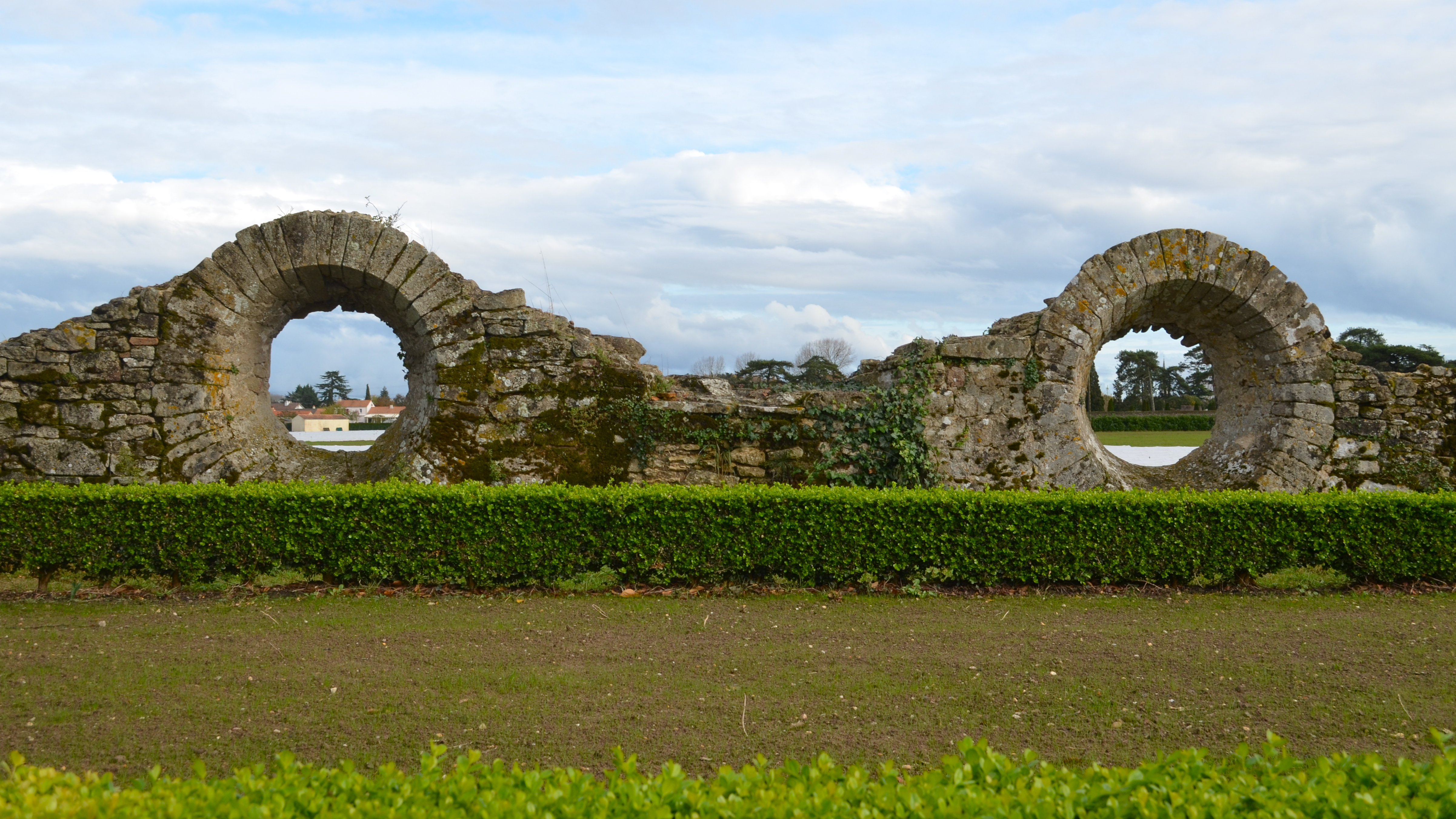
Voormalige abdij van Machecoul. Het was een van de 3 abdijen waar Gondi de titel had van abt.

Pierre de Gondi (Lyon, 1533 – Parijs, 17 februari 1616) was een prelaat tijdens de godsdienstoorlogen in Frankrijk. Hij was hertog-bisschop van Langres (1566-1568), bisschop van Parijs (1568-1597) en kardinaal. Hij wordt ook kardinaal de Retz genoemd.

## Levensloop
Gondi groeide op in Lyon, in een familie van bankiers en Italiaanse edelen uit Florence. Gondi kreeg de volle steun van de koningin-moeder van Frankrijk, Catharina de Medicis, afkomstig uit Florence. Hij studeerde de beide rechten – canoniek recht en burgerlijk recht – aan de universiteit Sorbonne in Parijs en aan de universiteit van Toulouse. Daar behaalde hij het diploma van doctor utroque iure. Hij maakte verder carrière binnen de roomse clerus. Hij ontving de lagere wijdingen nog in Lyon maar verhuisde vervolgens naar het koninklijk hof in Parijs. Als diaken in Parijs geraakte hij benoemd als groot-aalmoezenier van Elisabeth van Oostenrijk, echtgenote van koning Karel IX van Frankrijk. De invloed van diaken Gondi op de koningin was belangrijk. Hij ontving inkomsten als titulair abt van Sint-Pieter in Besna, een benedictijnenabdij in Langres en van de Cussaigne abdij in Lyon, een cisterciënzerabdij.
In 1566 werd Gondi benoemd tot hertog-bisschop van Langres, en in dit ambt, tot Pair van de Franse kroon. In 1568 werd hij bisschop van Parijs en vertoefde hij opnieuw aan het hof. Hij kreeg de titel van commandeur in de Orde van de Heilige Geest (1578).
Paus Sixtus V creëerde hem kardinaal in 1587; een jaar later ontving hij de kardinaalshoed tezamen met de titelkerk van San Silvestro in Capite, in Rome. Hij verbleef nadien meerdere jaren in Rome, als ambassadeur van de koning van Frankrijk bij de paus. Het ging om gezantschappen van Hendrik III en Hendrik IV van Frankrijk. Hij kreeg nog een 3de titel van abt, namelijk deze van de abdij van Onze-Lieve-Vrouw van Chaume gelegen in Machecoul (1596).
De bijnaam van de kardinaal werd kardinaal de Retz, omdat familieleden de Gondi baron van Retz waren. Retz was een heerlijkheid in de provincie Bretagne. Zijn vader, Albert de Gondi (1565-1602), maarschalk van Frankrijk, was de eerste met de titel van hertog van Retz.
Op 14 september 1594 ontving kardinaal Gondi koning Hendrik IV van Frankrijk in de Notre-Dame in Parijs. De lang lopende godsdienstoorlogen in Frankrijk liepen in deze periode ten einde. Hendrik IV had zich immers bekeerd van hugenoot tot rooms-katholiek.
In 1597 trad hij af als bisschop van Parijs, ten voordele van zijn neef Hendrik de Gondi. Gondi stierf in Parijs op 17 februari 1616. In een zijkapel van de Notre-Dame staat zijn praalgraf. De kapel heet Onze-Lieve-Vrouw van Zeven Smarten; soms wordt ze ook de Gondi-kapel genoemd.

## Andere prelaten de Gondi
Na Pierre de Gondi zetelden 3 familieleden van hem op de bisschopszetel van Parijs, en dit ononderbroken tot het jaar 1662. Zie Aartsbisdom Parijs.
- Bibliothèque nationale de France: cb123529766 (data)
- Gemeinsame Normdatei: 1024718417
- International Standard Name Identifier: 0000 0000 0690 4642
- SNAC: w6q950zw
- Système universitaire de documentation: 11421770X
- Virtual International Authority File: 17298749
- WorldCat: E39PBJg4jvJkKmvgtjXQg3Krv3